# قلعة نجف (بهمئي غرمسيري الشمالي)
قلعة نجف (بالفارسية: قلعه نجف) هي قرية تقع في إيران في قسم بهمئي غرمسیري الشمالي الريفي.